# Równina Mazurska
Równina Mazurska (842.87) – mezoregion fizycznogeograficzny w północno-wschodniej Polsce, w południowej części Pojezierza Mazurskiego. Graniczy od zachodu z Garbem Lubawskim i Pojezierzem Olsztyńskim, od północy z Pojezierzem Mrągowskim i Krainą Wielkich Jezior Mazurskich, od wschodu z Pojezierzem Ełckim, od południa z Równiną Kurpiowską a od południowego zachodu styka się ze Wzniesieniami Mławskimi.
Region jest równiną, północnym przedłużeniem Równiny Kurpiowskiej, od której jednak różni się obecnością jezior. Największymi jeziorami na Równinie Mazurskiej są Jezioro Roś i Jezioro Nidzkie (rezerwat krajobrazowy).
Równina Mazurska jest regionem obficie zalesionym. We wschodniej części znajduje się Puszcza Piska a w zachodniej Puszcza Nidzicka. Występowanie lasów i jezior oraz brak zanieczyszczenia środowiska czyni obszar regionem turystycznie atrakcyjnym. 
Głównymi rzekami regionu są Omulew, Szkwa, Rozoga i Pisa (dopływy Narwi), a miastami Szczytno, Pisz i Ruciane-Nida.